# Vivica Genaux
Vivica Genaux (Fairbanks, Alaszka, 1969. július 10. –) amerikai opera-énekesnő (mezzoszoprán).

## Élete
Fairbanksben, Alaszka államban nőtt föl, a  család legfiatalabb gyermekeként. Édesanyja – gimnáziumi nyelvtanár – Mexikóban született, német nyelvű szülőktől, apja pedig belga születésű biokémiaprofesszor, francia ősökkel. Genaux először hegedülni tanult, majd – egy év biológia fakultás után –Texasban énekórára járt. Gioachino Rossini Olasz nő Algírban című operájában, Isabella szerepében, Milwaukee városában debütált. Különösen a barokk repertoárban érzi otthon magát. A nemzetközi áttörést 2002-ben a Farinelli-áriák című CD, a híres kasztrált Farinelli portréja hozta meg számára, amelyen René Jacobs belga contratenorral énekelt, és csodálatra méltó virtuozitását meg tudta mutatni. A CD bestseller lett, a Grammy-díjra is jelölték.

## Fordítás
Ez a szócikk részben vagy egészben  a   Vivica Genaux című német Wikipédia-szócikk ezen változatának fordításán alapul.  Az eredeti cikk szerkesztőit annak laptörténete sorolja fel. Ez a jelzés csupán a megfogalmazás eredetét és a szerzői jogokat jelzi, nem szolgál a cikkben szereplő információk forrásmegjelöléseként.